# Ingrid Aune
Ingrid Johansen Aune (Stavanger, 19 de octubre de 1985-Namsos, 1 de agosto de 2019) fue una política y politóloga noruega, alcaldesa de Malvik desde 2015 hasta su muerte.

## Biografía
Se licenció en Relaciones Internacionales y Economía por la Universidad de Oslo en 2010, completando sus estudios posteriormente en la Universidad de Wisconsin-Madison (Estados Unidos). Fue asistente de investigación en el Instituto Noruego de Política Exterior y el Departamento de Estudios de Defensa, consultora de información en el Comité Atlántico Noruego y jefa de comunidad y relaciones públicas en TrønderEnergi.
El 15 de mayo de 2012 se convirtió en asesora política del ministro de Asuntos Exteriores Espen Barth Eide y fue parte de la dirección del Departamento de Defensa, antes de asumir el mismo cargo en el Departamento de Asuntos Exteriores el 21 de septiembre de 2012.[cita requerida]
En las elecciones del consejo municipal en 2015, fue candidata a la alcaldía por el Partido Laborista en Malvik, donde la formación recibió el 40,2 % de los votos. En el momento de la constitución, Aune fue elegida relatora con el apoyo del Partido Laborista, SV, MDG y el Partido del Centro.
Fue miembro de la junta de pensamiento del Centro de Manifiesto para el Análisis Social, así como de la junta de Trondheim Makers y de la presidencia de la Asociación de Defensa de Noruega.
Falleció el 1 de agosto de 2019 en un accidente de barco a las afueras de Namsos, a los 33 años de edad.